# Kehinde Vaughan
Kehinde Vaughan (Nigeria, 19 december 1961) is een atleet uit Nigeria.
Vaughan deed tweemaal mee aan de Olympische Zomerspelen, in 1980 en 1988.
In 1980 nam ze voor Nigeria deel aan de Olympische Zomerspelen van Moskou op de onderdelen 400 meter en 4x400 meter estafette.
In 1988 kwam ze op de Olympische Zomerspelen van Seoul voor Nigeria uit op de 4x400 meter estafette.
- World Athletics: 14385284